# نجمة مستديمية
النجمة المستديمية (الاسم العلمي: Aster ageratoides) نبات عشبي معمر يتبع الفصيلة النجمية من رتبة النجميات.

## الموطن والانتشار
ينتشر على نطاق واسع في جميع أنحاء آسيا بما في ذلك الصين وكوريا واليابان وتايوان، يوجد عادةً في المناطق الجبلية.

## الوصف
هو نبات مزهر ينمو إلى ارتفاع حوالي 75-90 سم، الأوراق خضراء داكنة ورمحية الشكل، والأزهار نجمية، وعادة ما تكون بنفسجية أو وردية زرقاء اللون، تزهر من أوائل إلى أواخر الخريف، الثمرة بنية اللون.

## الاستخدام الطبي
تشير الأبحاث الجارية إلى أن مستخلص Aster ageratoides يستخدم في المجالات الطبية وقد يساعد في التخفيف من العجز المعرفي المرتبط بمرض الزهايمر وتحسين أعراض الخرف الوعائي.